# Židovi u Hrvatskoj
Židovi u Hrvatskoj predstavljaju zasebnu nacionalnu i vjersku skupinu kojoj su u Republici Hrvatskoj zajamčena sva vjerska i nacionalna prava. Svoje korijene vuku iz starog i srednjeg vijeka, a kroz povijest su dali doprinos razvoju hrvatskog gospodarstva i građanstva, kao i hrvatskoj znanosti i kulturi.

## Povijest
Prema postojećim podacima, i dosadašnjim arheološkim iskapanjima Židovi su stigli u Dalmaciju s rimskim postrojbama. U Solinu prilikom arheoloških istraživanja pronađeni su ostaci židovskoga groblja iz 3. stoljeća, i prema analizama može se zaključiti da je židovska zajednica opstala u Solinu sve do 7. stoljeća kada je ona nestala nakon razaranja Solina od Avara 641. godine. Isto tako u 3. st. je nastao nadgrobni spomenik Židova, Aurelija Dioniza, iz Tiberijasa, kraj Senja, kao i ploča koja svjedoči o postojanju sinagoge u Mursi (Osijek).
Nakon rušenja Salone preživjeli stanovnici se preseljavaju u Dioklecijanovu palaču, koja je ostala stojeći nakon navale Avara 641. godine. Po materijalnim ostatcima koji se mogu naći u podrumima Palače i danas su vidljive menore (sedmokraki svijećnjaci) koji su urezani u kamenu.
Današnja sinagoga u Splitu spada među tri najstarije živuće u Europi i izgrađena je početkom 16. st. Nalazi se u ulici Židovski prolaz u zgradi br. 1 na prvom katu a današnji izgled dobila je nakon prve temeljite obnove 1728. Židovska zajednica u Splitu ima oko 100 članova.

### Prvi spomen hrvatsko-židovskih odnosa
Jedna od najstarije vijesti koja bi mogla ukazivati na prisutnost Židova na području Hrvatske, dolazi iz pisma vezira s Iberskoga poluotoka, imenom Hisdai ibn Šaprut upućenog Josipu, kralju Hazara. U tom pismu iz 10. stoljeća spominje se „kralj Gebalima - Slavena“, vidi engleski članak Miholjanec, čija zemlja graniči sa zemljom Mađara. Taj kralj uputio je izaslanstvo, u kojem su bili „mar (aramejski: gospodin) Šaul i mar Josip“, kalifu Abdurrahmanu III. Kordopskom. Izaslanici su izvijestili Hisdaija da je mar Amram s dvora hazarskoga kralja stigao u zemlju u kojoj su živjeli „Gebalim.“ Nekad je bilo vrlo rašireno mišljenje da su europski Židovi dobrim dijelom kazarskoga podrijetla, što danas više nije toliko raširena teorija. S druge strane, dio židovskih povjesničara[kojih?] pretpostavlja da je ovaj narod „Gebalim“ zapravo narod Hrvata, a kralj o kojem je u pismu riječ da je Krešimir II., hrvatski kralj.[nedostaje izvor] Ovu se pretpostavku, međutim, vrlo teško može dokazati, pogotovo jer je Stjepan V. 1270. godine posjetio gospodina Grgu (Gregor) u vinogradu blizu Miholjanca. Na hebrejskom jeziku "gebal" znači na hrvatskom jeziku "brdo". Mađarski izvori spominju vinograd blizu Miholjanca, koji se zvao "majstor brda".
 Nevjerojatno je, da je ovaj gospodin Grga bio potomak Krešimira II. Hrvatsku se predočava kao zemlju Gebalima i u pismu biskupa Gaudericha upućeno Anastaziju kao suautora Kersonske legende u 9. stoljeću. Međutim, pisma vezira su povjesničarima bila dostupna, što pisma biskupa nisu bila. Povijest takozvane Gebalime ili Gebalije spominje kao jedine ne-arapske stanovnike Sinajskog poluotoka godine 1907., koji su bili potomci vojnika, koje je Justinijan I. u 6. stoljeću od negdje nepoznato drugdje poslao na Sinajski poluotok za obranu samostana svete Katarine. Godine 1907. procjenjuje se njihov broj na Sinajskom poluotoku na otprilike kojih 30 000.

### Srednji vijek
Podaci o Židovima u srednjovjekovnoj Hrvatskoj vrlo su oskudni. Poznato je da je nešto Židova u 13. i 14. stoljeću živjelo u Zagrebu, kad je jedan od njih bio odgovoran za cijelu zajednicu, a nosio je naslov magistratus Judaeorum. U Zagrebu je tada već postojala i sinagoga. U ostalim krajevima između Save i Drave Židovi su se naselili tijekom prve polovice 15. stoljeća. Bilo je to razdoblje kad je njihova prisutnost pogodovala razvoju trgovine i gospodarstva. Ipak, njihova prisutnost neće dugo potrajati, jer će već 1456. biti protjerani iz Hrvatske i Slavonije.
U Dubrovniku kroz cijelo 15. stoljeće Židovi nisu bili uznemiravani, no nakon toga 1502., 1622. i 1663. god. Dubrovnikom se šire optužbe protiv Židova o krvnim obredima, koje su bile uobičajene i raširene u tadašnjoj Europi.
Nakon što je Hrvatska 1527. godine prihvatila Habsburgovce za svoje kraljeve, Židovi se u njoj nisu mogli naseljavati kroz sljedećih dvjesto godina. Židovi iz Hrvatske su bili zastupljeni u diplomatskim misijama u Bosni na račun Mletačke republike.

#### U Dubrovniku
U Dubrovniku su se Židovi kroz srednji vijek bavili trgovinom, a osobito posredništvom u trgovini između Dalmacije, područja današnje Italije i zemalja oko Dunava.
Zastupljenost Židova u Dubrovniku potvrđuje odluka dubrovačkoga Senata iz 1540. Za njihovo nastanjivanje bila je određena Žudioska ulica. U trgovačkim poslovima Dubrovnika Židovi su imali znatna udjela.

### Novi vijek

#### Nakon španjolske rekonkviste
Nakon španjolske rekonkviste i protjeravanja Židova iz Španjolske i Portugala u 16. stoljeću, mnogi su Židovi - Sefardi - našli utočište u Dalmaciji. Slično, nakon što je papa Pavao IV. protjerao 1556. godine Židove iz Ancone, velik ih se broj sklonio u Dubrovnik. Među njima bili su i veliki liječnik Amat Portugalac (lat. Amatus Lusitanus) i njegov prijatelj i pjesnik Izaija Koen, poznatiji kao Didak Pir (lat. Didacus Pyrrhus) ili Jakov Flavije iz Évore (lat. Iacobus Flavius Eborensis), koji je bio posljednji veliki pjesnik hrvatskoga humanizma.
Godine 1738. pogoršali su se uvjeti života u Dalmaciji, a splitski su Židovi živjeli u getu sve do dolaska Napoleonovih jedinica 1806. godine. Krajem 18. stoljeća kad car Josip II. izdaje Patent o toleranciji, Židovi se ponovno naseljavaju u Hrvatskoj i Slavoniji, a dolaze pretežno iz Češke, Moravske i naročito Gradišća. 1776. dolaze u Osijek, gdje će zajednica službeno biti osnovana 1845., a 1777. dolaze u Varaždin (zajednica osnovana 1811.) i djelomično ponovno u Zagreb. (zajednica osnovana 1806.), gdje od 1811. imaju svoje groblje, premda ih je još u doba popisa iz 1773. bilo samo dvije obitelji. 1820. zabilježena je i mala židovska zajednica u Karlovcu, a postojala je židovska zajednica i u Zemunu, sastavljena većinom od Židova iz Češke i onih koji su 1739. pobjegli iz Beograda. U Zemunu je od 1825. do 1874. djelovao rabi Juda ben Solomon Haj Alkaj (1798. – 1878.), koji se zalagao za povratak Židova na područje današnjeg Izraela. U Zagrebu je 1841., uz dotadašnju zajednicu progresivnih Židova, osnovana i općina ortodoksnih Židova.
Uredba varaždinskog magistrata iz 1781. pokazuje značajke liberalnih stavova u odnosu na Židova, ali još uvijek i s primjesom srednjovjekovnih predrasuda. Tako je Uredba određivala da se u Varaždinu ne smiju naseljavati druge židovske obitelji osim onih 29 koje su u gradu već postojale. Svi ostali trebali su od magistrata tražiti dozvolu boravka na nekoliko dana. Ako bi prekoračili dozvoljeno vrijeme boravka, židovska općina trebala je platiti kaznu od 20 dukata. Prema državnom zakonu, nisu smjeli imati u vlasništvu nekretnine, no mogli su živjeti u bilo kojoj ulici. Židovskoj općini bilo je dozvoljeno zaposliti rabina.

#### Postupna emancipacija
Postupno poboljšanje životnih uvjeta za Židove na području Hrvatsko-slavonskog Kraljevstva započelo je krajem 18. stoljeća. Tako, u doba vlasti Marije Terezije, prema popisu iz 1773. ima samo 25 židovskih obitelji, a neposredno nakon Patenta o toleranciji (1782.) Josipa II. i dozvole boravka iz 1791. njihov se broj znatno povećava. Ostala je ipak obveza plaćanja „poreza za toleranciju“, za čije su se ukidanje hrvatski Židovi 1839. uzaludno zauzimali na Požunskom saboru. Nove povlastice Židovima su priznate odlukom Požunskog sabora iz 1840., ali porez je i dalje ostao na snazi. Od te godine bilo im je zajamčeno da će moći slobodno živjeti bilo gdje na području kraljevstva, biti vlasnici tvornica, baviti se poslovima i trgovinom, umjetnošću i znanošću, te stjecati nekretnine gdje su im prijašnji zakoni to zabranjivali. 
Godine 1850. Oktoriranim ustavom Židovi u Habsburškoj monarhiji izjednačeni su s kršćanima i već iste godine je izabran u zagrebačko gradsko zastupstvo, Gjuro Hirschler. Rabin Rokonstein nastojao je postići da se u Zagrebu osnuje Veliki rabinat, čime bi židovska zajednica u cijelom kraljevstvu imala jedinstvenu upravu i postala snažnija, no državna je uprava to spriječila priznajući samo punu autonomiju svake pojedine zajednice. 1859. godine Židovima je priznato pravo da u službu uzimaju kršćanske sluge i sluškinje.
1860. je Carskim patentom od 18. veljače dopušteno Židovima u Habsburškoj Monarhiji posjedovati nekretnine i zemljišta; u Zagrebu je još 1857. kupljeno zemljište u Petrinjskoj 7, otad sjedište općine i bogomolja. Integracija židovske zajednice u hrvatsko društvo nastavlja se 1865. godine, kad je u zagrebačkoj židovskoj školi hrvatski jezik uveden kao nastavni.

Prva sinagoga u tom razdoblju u Hrvatskoj i Slavoniji izgrađena je 1847. u Vukovaru, potom 1861. u Varaždinu, Daruvaru i Donjem Miholjcu, 1863. u Virovitici i Zemunu, 1867. u Zagrebu, 1869. u Osijeku. 8. siječnja 1907. osnovan je Savez rabina Hrvatske i Slavonije.
Punu emancipaciju, kako u Hrvatskoj i Slavoniji, tako i u Dalmaciji, Židovi doživljavaju 21. listopada 1873. godine odlukom Hrvatskog sabora, kad zakonom stječu punu ravnopravnost. Do tada je židovska religija bila samo tolerirana, posebice na području Vojne krajine gdje nije vrijedila odredba Požunskog sabora iz 1840., te se tek mali broj Židova mogao naseliti, a samo je Zemun imao židovsku školu. Stanje je i ondje poboljšano kad je Vojna krajina vraćena Trojednoj kraljevini. Odlukom iz 1873. Sabor je dao Židovima sva građanska prava, a državna im je blagajna jamčila određenu financijsku pomoć za vjersku pouku i gradnju sinagoga.
1879. osnovana je ortodoksna židovska općina u Zagrebu. Godine 1885. hrvatski jezik afirmiran u židovskoj zajednici: rabin dr. Hosea Jacobi uveo ga je u židovsko bogoslužje. 1887. osnovano je Izraelitsko gospojinsko društvo „Jelena Prister“. Iste je godine u Hrvatski Sabor izabran prvi Židov, dr. Ljudevit Schwarz.
Do 1890. na sjeveru je najveći utjecaj imala židovska općina u Osijeku, a nakon te godine veći ugled imat će ona reformirana zagrebačka, utemeljena 1806. 1906. godine središnje su austro-ugarske vlasti donijele zakon kojim je uređen status židovskih zajednica.
1898. je osnovano u Zagrebu srednjoškolsko društvo Literarni sastanci židovske omladine, i iste godine je posvećena nova zgrada židovske općine u Palmotićevoj 16.
Poboljšanje uvjeta za Židove vidi se i u rastu njihova broja. Tako ih je 1840.  u Hrvatskoj, Slavoniji i Dalmaciji bilo 380, a 1870. već 10.000, 1880. 13.488, a 1890. 17.261. Nakon Prvog svjetskog rata bilo ih je na istom području više od 20.000, te se u dvadeset godina njihov broj udvostručio.

### Dvadeseto stoljeće

#### Do Prvog svjetskog rata
Početkom 20. stoljeća u Hrvatskoj i Slavoniji bilo je 27 židovskih općina, a najveće su bile u Zagrebu i Osijeku koje su imale po 2.000 ljudi (4% stanovništva Zagreba i 8% stanovništva Osijeka). U 14 općina bilo je preko 200 ljudi. Jedanaest općina imalo je vlastite rabine, a u ostalima su postojali rabinski izaslanici. Postojale su četiri židovske škole, u Zagrebu, Osijeku, Zemunu i Vukovaru. Veći je zajednica bila progresivna (samo su dvije bile ortodoksne), pa su u svojim sinagogama imale orgulje.
Na području Hrvatske i Slavonije u prvim godina 20 stoljeća Židovi su bili prisutni u svim zanimanjima, pa čak i u poljoprivredi, što je u ostalim europskim krajevima bila rijetkost. Ipak, najčešće su se bavili trgovinom na veliko i malo. Židovski industrijalci upravljali su većim dijelom drvne industrije, a u Dugoj Resi otvorena je tvornica za obradu pamuka. Od 200 odvjetnika, tridesetorica su bili Židovi. Usto, desetorica su bili suci. Pedesetorica židovskih liječnika imalo je svoju privatnu praksu. Na intelektualnom području važno je bilo udruženje Židovske mladeži Zagreba, osnovano 1899., koje se bavilo proučavanjem povijesti i znanosti. Prema podacima iz 1910., u Hrvatskoj i Slavoniji 48,64% svih Židova bavilo se trgovinom, 25,95% industrijom i obrtom, 4,12% prijevozom, 6,46% u slobodnim zanimanjima i javnoj službi, te 2,45% u vojnoj službi.
Odnosi Židova s ostalim stanovnicima Hrvatske do pred Prvi svjetski rat bili su izrazito prijateljski. Antisemitizam u Trojednoj kraljevini nije naišao na plodno tlo čak ni krajem 19. stoljeća, u doba velikih pogroma u sjeverozapadnoj Rusiji i afere Dreyfus u Francuskoj. Za to je najveća zasluga bila općenito pozitivnog utjecaja Židova prilikom poboljšanja životnih uvjeta, osobito na selu, ali i izmiješanosti stanovništva u gradovima. Brojni Židovi bili su gradski vijećnici, pa čak i gradonačelnici, a zauzimali su i počasna mjesta u dobrotvornim organizacijama. Tek uoči Prvog svjetskog rata Stranka prava zaoštrila je svoju retoriku protiv Židova, no često su na takvu retoriku reagirali sami članovi stranke, koji su kao utjecajni građani u svojim sredinama imali bliske odnose sa Židovima.
1902. objavljen je prvi židovski molitvenik na hrvatskom jeziku, a izdanje je priredio zagrebački rabin dr. Gavro Schwarz. Godine 1904. u Zagrebu je osnovan Klub hrvatskih sveučilišnih građana Židova – Judeja. Od 1906. u Zagrebu izlazi Židovska smotra, prvi židovski list na prostorima zemalja Južnih Slavena; od 1909. – 1911. izlazio je u Osijeku. Godine 1910. osnovan je u Zagrebu Dom Lavoslav Schwarz, u svezi s oporukom kojom je Lavoslav Schwarz osnovao zakladu za osnutak doma za stare nemoćnike i bolesnike.
Zakon od 7. veljače 1906. uredio je status Izraelitskih bogoštovih općina u Kraljevini Hrvatskoj i Slavoniji, i sukladnjo njemu ukinuta je ortodoksna općina (unutar općine osnovano Udruženje starovjeraca).

#### Prvi svjetski rat
Ratne godine nisu priječile športski život. U Zagrebu je 1913. osnovano Židovsko športsko i gombalačko društvo Makabi i Izraelska ferijalna kolonija Tilde Deutsch Maceljske. Predzadnje godine rata, izašao je u Zagrebu tjednik Židov, najutjecajnije glasilo do 1941. godine.

#### U jugoslavenskoj monarhiji
Stvaranjem Kraljevine SHS i kasnije Kraljevine Jugoslavije, Židovi različitih kultura, jezika i običaja, ali i raznolikog ekonomskog statusa, našli su se u istoj državi. Ukupno ih je bilo oko 70.000, a općenito su pripadali srednjoj klasi i imali snažan utjecaj na industriju, trgovinu, obrt i bankarstvo. Ipak, u nekim su zanimanjima bili gotovo sasvim odsutni, kao što je to bio slučaj s vojnim službama, višim vladinim dužnosnicima i novinarstvom. Židovi u hrvatskih područja ostali su pod snažnim njemačkim i mađarskim utjecajem, a bili su i znatno napredniji od Židova iz ostalih krajeva Jugoslavije na polju gospodarstva i kulture. Većina Židova u Hrvatskoj bili su aškenazi, a tek manji dio sefardi (najviše u Dalmaciji), dok je u istočnijim krajevima Jugoslavije prevladavalo sefardsko židovstvo. Duhovni vođa Židova u Jugoslaviji bio je glavni rabin sa sjedištem u Beogradu, a imenovao ga je kralj. Po svom statusu bio je izjednačen patrijarhu Srpske pravoslavne Crkve, zagrebačkom nadbiskupu i sarajevskom reis-ul-ulemi, te je imao mjesto u Senatu.
Prema popisu iz 1921. Židova je bilo u sljedećim hrvatskim gradovima:
- Zagreb: 5.970 (5,47%)
- Osijek: 2.731 (7,91%)
- Vinkovci: 825 (8,12%)
- Varaždin: 790 (4,09%)
- Slavonski Brod: 648 (6,09%)
- Čakovec: 638 (11%)
- Bjelovar: 543 (6,89%)
- Koprivnica: 470 (5,79%)
- Vukovar: 456 (4,45%)
- Požega: 403 (5,72%)
- Sisak: 374 (4,24%)
- Karlovac: 307 (1,82%)
- Ilok: 306

Prema popisu iz 1931. stanje je bilo sljedeće:
- Zagreb: 12.315 (6,63%)
- Osijek: 4.348 (10,77%)
- Varaždin: 1.400 (9,58%)
- Čakovec: 860 (14,82%)
- Vinkovci: 730 (5,05%)
- Slavonski Brod: 700 (5,09%)
- Bjelovar: 503 (4,89%)
- Požega: 468 (6,59%)
- Vukovar: 443 (4,07%)
- Koprivnica: 410 (4,35%)
- Karlovac: 400 (1,88%)
- Sisak: 374 (3,42%)
- Ilok: 319 (5,08%)

U tom razdoblju nije bilo antisemitskih organiziranih pokreta, a dinastija Karađorđevića, nakon proganjanja i ograničavanja prava u doba Kraljevine Srbije, promijenila je politiku i pokazivala naklonost prema Židovima. Postojale su židovske osnovne škole u Zagrebu i Osijeku, no nije bilo dozvoljeno osnivanje novih. Usto, u Iloku je postojala židovska vjerska škola, tzv. ješiva. Židovska su djeca pohađala obične škole u kojima su za njih dva sata tjedno bila namijenjena vjerskoj pouci.
U Zagrebu je 1919. održan osnivački kongres „Saveza jevrejskih vjeroispovjednih općina u Kraljevini SHS“, a predsjednik mu je bio dr. Marko Lihter. Iste je godine, također u Zagrebu, osnovan „Savez cionista Jugoslavije“, koji 9. travnja 1919. na temelju Memoranduma iz 1918. podnosi predstavku banu Palečeku, sa zahtjevom da Židovi budu priznati kao narodna manjima (tada i židovske organizacije traže da Pariška mirovna konferencija nametne takve obaveze nasljednicama Austro-Ugarske). Počinje izlaziti i „Gideon“, glasilo Saveza omladinskih društava, a 1922. i list za djecu Haaviv (Proljeće).
1920-te su godine procvata židovske zajednice u Hrvatskoj, a Zagreb je sjedište cionističke struje Židova u Kraljevini Jugoslaviji. Već 1920. cionisti su pobijedili na izborima u zagrebačkoj općini.
1922. u Zagrebu je osnovano društvo „Narodni rad“, židovskih asimilanata i anticionista u Hrvatskoj, pod vodstvom pisca i knjižara dr. Marko Lihter. 
1923. u sklopu Zaklade Tilde Deutsch Maceljske uređen je Ferijalni dom u Crikvenici. 1924. u Zagrebu je osnovano udruženje židovskih izviđača Ahdut hacofim (poslije Hašomer hacair), sefardsko studentsko društvo Esperanza, 1925. Makabi savez za Jugoslaviju. 1926. autonomna ortodoksna židovska općina, a sljedeće godine i Sefardi istupaju iz Židovske općine i stvaraju vlastitu autonomnu, a 1928. Savez cionističkih žena Jugoslavije. Zagrebački židovi grade 1927. zgradu rabinata na uglu Petrinjska i Amruševe ulice.
1929. donesen je „Zakon o vjerskoj zajednici Jevreja u Jugoslaviji.“ U nastojanju da pomognu Židovima iz Njemačke, čim ondje na vlast dolaze nacisti, u Zagrebu je osnovan Odbor za pomoć Židovima iz Njemačke. Njegovim posredništvom je do 1940. 50.000 osoba prošlo iz Njemačke prema Palestini, a nakon okupacije Jugoslavije velik je broj tu ostao blokiran, te ih je stradalo oko 4.000, najviše u Beogradu. 1936. David Frankfurter, sin vinkovačkog nadrabina, izvršio je u Davosu atentat na Wilhelma Gustlofa, nacista u Švicarskoj. Iz Osijeka sljedeće godine dolazi za zagrebačkog nadrabina Miroslav Freiberger koji će biti i posljednji nadrabin u Zagrebu.
Na nagovor ministra Antona Korošca iz Slovenije, Jugoslavija 1940. donosi prve antisemitske zakone: o ograničavanju upisa Židova u srednje i visoke škole, te o ograničavanju sudjelovanja Židova u trgovini prehrambenim proizvodima. Doznajemo iz jednog zapisa Austrijskog konzula u Beogradu godine 1919. što je on mislio o Hrvatskim prehrambenim proizvodima. Uspomene na svjetski rat 1914. – 1920. su i bili da su "naši" vojnici iz puka održavali veze s ruskim partizanima i pomagali ih hranom, šećerom, čajem, duhanom itd. Godine 1928. Amerikanci otkrivaju, da u Hrvatskoj između Pakraca i Koprivnice ima "nafte", ali da nije bilo puno rada na razvoju učinjeno. Rad na razvoju se zaračunava patentima. Početak naftne industrije započinje zapravo s patentom Abrahama P. Gesnera iz godine 1855.
U vrijeme Kraljevine Jugoslavije na prostoru Hrvatske djeluje cijeli niz uglednih Židova. Uz već spomenutog Miroslava Freibergera, to je još i Lavoslav Šik, odvjetnik, publicist, cionistički aktivist, kolekcionar i vlasnik jedinstvene knjižnice judaicae et haebraicae, potom Hinko Gottlieb, pjesnik i zagrebački odvjetnik.
Godine 1939. u Zagrebu u Amruševoj 8 posvećena je zimska sinagoga. Iste godine utočište je u Zagrebu i okolici našlo oko 1000 židovskih izbjeglica iz Austrije i Njemačke pod nacističkom vlašću. Godine 1940. zabilježeno je upisano 9.367 osoba u zagrebačkih židovskim općinama: od toga u aškenaskoj općini 8.712, u sefardskoj 625, ortodoksnoj 130 te se procjenjivalo da više od 2.000 osoba nije upisano u općine ili živi u mješovitim brakovima.

#### U Nezavisnoj Državi Hrvatskoj
Četiri godine postojanja Nezavisne Države Hrvatske (1941. – 1945.), proglašene 10. travnja 1941. bile su označene teškim zločinima i progonima Židova. Tek nekoliko dana nakon ulaska njemačke vojske u Zagreb, Nijemci, domaći nacisti i ustaše počeli su Židovima oduzimati imovinu i pogoršavati status koji su do tada imali. Već 30. travnja proglašeni su zakoni po uzoru na Nürnberške, a Židovi su uklonjeni sa svih javnih mjesta i iz državnih služba te su morali nositi žutu oznaku. 27. kolovoza izdana je uredba kojom im se oduzima sva nekretnina, a dva mjeseca kasnije morali su predati i sve ostale vrijednosti koje su bile u njihovu vlasništvu. U Osijeku je nametnut im je porez od 20,000.000 dinara već tri dana nakon dolaska Nijemaca, a u Zagrebu su ustaše u svibnju uhitili bogate Židove i držali ih kao taoce, sve dok nije isplaćena otkupnina od 10000 kg zlata. Sinagoge, židovske kulturne ustanove, pa čak i židovska groblja sustavno su uništavani.
Početkom svibnja 1941. uspostavljen je i prvi koncentracijski logor u tvornici Danica u Drinji kod Koprivnice, a uhićenja Židova pojačana su nakon njemačkog napada na Sovjetski Savez u lipnju iste godine. Ubrzo su otvoreni i drugi logori u Jasenovcu, Staroj Gradiški, Loborgradu i Đakovu. Privremeni logor u Jadovnu kod Gospića služio je kao prvi logor za uništenje. Do srpnja 1941. pogubljeni su svi zatočenici logora Danica, a u kolovozu i svi zatočenici iz Jadovna. Najviše je ljudi stradalo u logoru Jasenovac, gdje se žrtve broje u desecima tisuća, od čega je samo Židova bilo oko 20.000. Nije poznat točan ukupan broj židovskih žrtava u NDH, no pretpostavlja se da ih je do kraja 1942. deportirano 5.000. Takve deportacije nastavile su se sve do 1944. godine. Ipak, židovske zajednice nastavile su postojati, premda su ih većinom činile osobe sa samo jednim židovskim roditeljem, koje je još štitio zakon. Također su spašeni i oni Židovi koji su bili u braku s nežidovima, zahvaljujući naporima Katoličke Crkve, a osobito papinskog nuncija. Na taj je način spašeno oko 1000 Židova u Hrvatskoj.
Na području Bosne i Hercegovine, gdje je prije Drugog svjetskog rata bilo oko 14.000 Židova, jedan od prvih poteza nakon ulaska Nijemaca u Sarajevo (17. travnja 1941.) bilo je spaljivanje sefardske sinagoge u tom gradu, koja je bila najljepša građevina toga tipa na Balkanu. U tome su sudjelovali i lokalni muslimani, koji su, pod utjecajem svojih vjerskih vođa, općenito imali neprijateljski stav prema Židovima, te su usko surađivali s nacistima. Bivši jeruzalemski muftija Hadž Amin al-Husejni došao je posebno iz Berlina kako bi podržao osnutak Handžar divizije sastavljene od bosanskih muslimana. Nakon jedne sabotaže, krajem srpnja 1941., uhićeno je 9 vodećih sarajevskih Židova (uz 12 Srba), koji su svi u nekoliko dana pogubljeni. 3. rujna počele su masovne deportacije, kad je 500 Židova poslano u logor u Kruščici kod Viteza. Sljedeći transport organiziran je već nakon nekoliko dana. 19. listopada 1941., prigodom proslave „Dana Njemačke“, u Sarajevu je uhićeno 1.400 Židova. Premda su povjerenici za Židove (jedan Srbin i jedan musliman) nekolicinu uspjeli spasiti, većina je izvela paničan pokušaj bijega. Sveukupno, oko 1.600 Židova uspjelo se domoći Mostara koji je bio pod talijanskom upravom. Najveće sabiranje Židova organizirali su s 15. na 16. studenog 1941. sami Nijemci, te ih je tada 3.000 deportirano u Jasenovac. Žene i djeca odvedeni su u Loborgrad i Đakovo. Do konca kolovoza 1942. 9000 Židova odvedeno je, dok ih je samo 120 ostalo. U jesen 1942. likvidiran je logor Kruščica, svi muškarci poslani su u Jasenovac, a žene u Loborgrad. Godinu dana kasnije, zatvoren je i logor u Loborgradu, a njegovi preživjeli zatočenici poslani su u Auschwitz.
U Osijeku Ustaše su naveli židovsku zajednicu da si izgradi geto u tvornici blizu Tenje. Po završetku radova, Židovi Osijeka i okolice natrpani su u tvornicu, gdje su ostali sljedeća dva mjeseca. U kolovozu 1942. preživjeli zatvorenici prebačeni su u Jasenovac i Auschwitz. U travnju 1945. samo je još nešto više od 1.000 preživjelih Srba i Židova bilo u logoru Jasenovac. 22. travnja svi su ugurani u jednu tvorničku zgradu da ondje čekaju smrt. Krajnjim očajničkim naporima, oko 600 zatočenika razvalilo je vrata i napalo ustašku stražu. Za većinu taj je pokušaj bio uzaludan, a samo ih se 80 uspjelo spasiti, od čega 20 Židova. Logor u Staroj Gradiški bio je namijenjen ženama i djeci. Prema nekim izvješćima, ondje je ubijeno oko 6-7 tisuća djece. 18. travnja 1944. njemački konzul u Zagrebu Siegfried Kasche i policijski ataše Hans Helm javljaju u Berlin: „Hrvatska je jedna od zemalja u kojima je židovski problem riješen.“
Na područjima gdje je bila talijanska okupacijska uprava stanje je za Židove bilo mnogo bolje. Unatoč stalnom pritisku njemačkih diplomata, uključujući i konzula Kaschea u Zagrebu, Talijani su odbijali deportirati Židove. U početku je u tim krajevima bio tek mali broj Židova, no ubrzo su se onamo sklonili izbjeglice iz Bosne i Hrvatske. Već u kolovozu 1941. u Dubrovniku i Mostaru bilo je oko 4-5 tisuća Židova. U studenome iste godine Talijani uspostavljaju sabirni logor za židovske izbjeglice iz Bosne i Hercegovine u Kuparima, a za one iz Hrvatske u Kraljevici. U Splitu je bilo 2000 izbjeglica, nasuprot 415 domaćih Židova. 500 ih je poslano na Korčulu, a 1.100 u Italiju (najviše u logor Ferramonti). U lipnju 1943. 2650 Židova iz dalmatinskih logora prebačeno je u logor na Rabu. U svim tim logorima Talijani su se humano odnosili prema Židovima.
Nakon kapitulacije Italije, u rujnu 1943., partizani su evakuirali 2.000 izbjeglica s Raba. Dio ih se priključio partizanima, a starci, žene i djeca prebačeni su u sjevernu Dalmaciju. Oko 200 Židova ostalo je na otoku, a kad su ga okupirali Nijemci, odvedeni su u Auschwitz (u ožujku 1944.). Slična sudbina zadesila je i Židove iz Splita. 28. rujna 1943. svi odrasli muškarci bili su internirani, a potom poslani na Sajmište, gdje su pobijeni. U ožujku 1944. oko 300 žena i djece odvedeno je iz Splita u Jasenovac gdje su umrli ili pobijeni.
Dio Židova aktivno je sudjelovao u borbi partizanskih odreda, no ne postoje točni podaci. Od Židova evakuiranih s Raba formirana je partizanska jedinica od 250 ljudi, no ona je u borbama s Nijemcima ubrzo podnijela teške gubitke, te su preostali partizani pridruženi Sedmoj banijskoj diviziji NOVJ-a.
U hrvatskoj literaturi se holokaust ponekad naziva i Veliki masakr.

#### Posljedice holokausta
Posljedice holokausta u Drugom svjetskom ratu na području Nezavisne Države Hrvatske skoro je dovelo do uništenja Židova na područjima Hrvatske i do devastiranje hrvatsko-židovske baštine. Od 41 sinagoge, koliko ih je u Hrvatskoj bilo 1941., uništeno ih je 20. Od oko 25.000 Židova na području Hrvatske 1941., od čega su 20-23 tisuće bile registrirane u židovskim općinama, a još više od 2000 bilo ih je asimiliranih, u ratu i u logorima pobijeno ih je oko 21.000. Samo u Zagrebu 1940. bilo je u aškenaskoj općini 8.712 osoba, u sefardskoj 625 osoba, a u ortodoksnoj 130 osoba. Ukupno je to bilo 9.467 registriranih Židova, dok ih je još oko 2.000 bilo neregistriranih ili u miješanim brakovima. Holokaust je preživjelo samo njih 3.000.

#### U socijalističkoj Jugoslaviji
Uspostavom nove Jugoslavije 1945. mijenja se i odnos prema Židovima. U preostalim židovskim općinama organiziran je prihvat povratnika iz logora i izbjeglištva, a obnovljen je i rad „Saveza jevrejskih vjeroispovjednih općina.“ Već 1947. otvoren je u Zagrebu prvi židovski vrtić, a od iste godine počinje i otvaranje židovskih odmarališta na Jadranu. Titova je Jugoslavija pokazala i jedno drugo lice prema židovskim zajednicama: po službenoj naredbi nove "antifašističke" vlasti u Beogradu su 1946./47. srušili jedinu preostalu sinagogu na Dorćolu, 1955. u Pančevu, a židovski izvori bilježe stradavanje i drugih sakralnih objekata po Vojvodini. U sinagogi u Nišu su Titove vlasti otvorile Galeriju fresaka. Zabilježeno je da je titoistički režim "zaboravio" u središtu Beograda postaviti spomen-ploču na mjestu sinagoge koju je velikosrpski režim srušio 1941. godine. U Hrvatskoj, u Zagrebu, komunistički je režim propustitio izgraditi i obnoviti srušenu zagrebačku sinagogu, dok je istodobno klevetao kardinala Stepinca, istinskog antifašista, koji je spašavao hrvatske Židove pred nacističkim progonom (pr. Stepinac je 60 stanara staračkog doma Lavoslav Švarc preselio na crkveno imanje Brezovicu kod Zagreba). Nakon što je 1948. osnovana Država Izrael, 4.056 Židova iz cijele Jugoslavije odlazi živjeti onamo. Sljedeće godine odlazi ih još 2.531, 1950. njih 409, 1951. odlazi i 658, a 1952. njih 84. Samo iz Zagreba do 1952. u Izrael se odselilo 1.500 Židova. Od 41 predratne sinagoge, u ratu je uništeno njih 20, a poslije 1945. još 6 sinagoga. Većina preostalih zgrada sinagoga dobilo je drugu namjenu. Tako je sinagoga u Bjelovaru 1951. postala zgrada gradskog kazališta i glazbene škole; ona u Daruvaru Dom kulture, a potom pentekosna crkva; u Koprivnici tvorničko skladište, a potom glazbena škola; u Križevcima Omladinski dom; u Osijeku (Donji grad) pentekosna crkva; u Slatini robna kuća; u Sisku glazbena škola, te ona u Varaždinu kino, a kasnije je prenamijenjena za Olimpijski muzej.
Za razliku od ostalih istočnoeuropskih zemalja, jugoslavenski Židovi imaju znatno veće slobode u odnosima sa svjetskim židovstvom, pa aktivno sudjeluju na međunarodnim susretima i simpozijima, a i njihove veze s Državom Izrael čvršće su nego u ostalim istočnim zemljama.
Prema jugoslavenskim popisima iz 1952. i 1957., od zanimanja, Židovi se tada najviše posvećuju medicini, ljekarništvu, velik ih je broj ekonomista te u inženjerskim i tehničkim zanimanjima, kao i u obrtu. Slijede učitelji, veterinari, novinari, pisci, odvjetnici i suci. U JNA su bila 73 časnika.
Sve djelatnosti „Saveza jevrejskih vjeroispovjednih općina“ bile su regulirane odredbama zakona iz 1953. koji se odnosio na sve vjeroispovijedi, no vjerski život nije bio u središtu djelatnosti židovskih općina, tako da se Savez od 1952. zvao samo „Savez jevrejskih općina.“ Same općine vidjele su se više kao narodnosne nego kao vjerske zajednice. Savez se osobito posvećivao odgoju i obrazovanju u židovstvu. 1954. osnovan je zagrebački pjevački zbor „Mihael Montiljo“ (do 1990-ih KUD „Moša Pijade“, do 2009. MPZ „Lira“) s ciljem da se nakon holokausta sačuva od zaborava židovski lokalni melos: hebrejske sinagogalne i svjetovne pjesme, pjesme na jidišu, španjolsko-sefardske romance i suvremeni izraelski napjevi. Osim toga, zbor je posvećivao pažnju glazbenim djelima klasičnog i folklornog hrvatskog i međunarodnog repertoara. Prve 44 godine zbor je vodio skladatelj i dirigent Emil Cossetto. U Zagrebu su 1960. sređeni fondovi knjižnice „Dr. Lavoslav Šik“, a židovski se učenici šalju na seminare i školovanje u inozemstvu. Usto, organizirali su se na Jadranu i ljetni kampovi. Židovska zajednica osobito se brinula oko očuvanja židovskih groblja kojih je na području Hrvatske 65.
Iako je vjerski život u zajednicama slabio, a Židovi u Jugoslaviji ostali su i bez svoga posljednjega rabina, zajednice su se ipak trudile važne blagdane obilježiti zajedničkim molitvama i objedima. Često je vjerski život nadomješten obilježavanjem različitih spomena, kao što je primjerice Dan sjećanja na žrtve holokausta.
Jugoslavija je od 1967. vodila otvorenu antiizraelsku i propalestinsku politiku, no to nije znatnije utjecalo na židovske zajednice, koje i dalje sudjeluju na međunarodnim forumima, a unutar zemlje bave se širokim kulturnim aktivnostima. Veliki je značaj imala izložba „Židovi na tlu Jugoslavije“ otvorena u travnju 1988. u Zagrebu, koja je potom prošla ostalim većim jugoslavenskim gradovima ali i svijetom. Krajem osamdesetih godina zagrebačka je židovska zajednica najaktivnija u cijeloj Jugoslaviji.

#### Samostalna Hrvatska
U razdoblju raspada Jugoslavije i proglašenja neovisnosti Hrvatske, došlo je 1991. i do raspada „Saveza jevrejskih općina.“ Jedan od glavnih razloga bile su i različite političke pozicije na kojima su stajali Židovi u pojedinim republikama. Dok je u Srbiji osnovano Društvo srpsko-jevrejskog prijateljstva s ciljem pridobivanja simpatija svjetskog židovstva.
U početku borbe za hrvatsku neovisnost, krajem 1990. godine izražene su među vodećim Židovima u Hrvatskoj bojazni da će se pojaviti i antisemitski pokreti i osjećaji, no kasnije su podržali hrvatsku neovisnost i tadašnju hrvatsku vladu, te lobiraju u svjetskom židovstvu i u Izraelu u korist Hrvatske. U vrijeme Domovinskog rata, u neprijateljskoj vatri oštećena je sinagoga u Dubrovniku, kao i sjedište Židovske zajednice u Osijeku. Radi ocrnjivanja Hrvatske u svijetu i podgrijavanja antihrvatskih mitova, da se vjetskoj javnosti predstavi hrvatsku vlast kao profašističku, te da se stvori protuhrvatsko raspoloženje kod židova i šire svjetske javnosti, kontraobavještajna služba JNA KOS je u jeku snažne propagadne ofenzive, izvela terorističku akciju (operacija Labrador). U Zagrebu je terorističkim činom KOS je bombom u kolovozu 1991. oštetio urede i molitvenu dvoranu Židovske općine, a drugom židovski dio groblja.
Poznati zagrebački poduzetnik Jakov Bienenfeld se tijekom velikosrpske agresije 1991. uključio u obranu Hrvatske. Humanitarno je djelovao, suorganizirao konvoj Libertas na trajektu "Iliriji" koji je dopremio humanitarnu pomoć opkoljenom Dubrovniku, a nakon okupacije Vukovara sudjelovao je u pripremi planova za razmjenu zarobljenih Vukovaraca. Njegov otac, Zlatko Bienenfeld, bio je osobni savjetnik ratnog ministra obrane Republike Hrvatske Gojka Šuška, te general bojnik u Hrvatskoj vojsci.
U rujnu 1992. svečano su otvorene obnovljene prostorije Židovske općine Zagreb, a obnovu su djelomično financirale lokalne vlasti. Iste godine započinje zajedničko djelovanje židovskih općina u Hrvatskoj, a 1995. osniva se „Koordinacija židovskih općina Hrvatske“, a na čelo joj dolazi Ognjen Kraus. U toj Koordinaciji djeluje isprva devet općina (Čakovec, Daruvar, Dubrovnik, Osijek, Rijeka, Slavonski Brod, Split, Virovitica, Zagreb), a 1999. pridružila im se i Židovska općina Koprivnica. Računa se da u Hrvatskoj danas živi oko 1.700 Židova.
Od 1998. kao glavni rabin u Hrvatskoj djelovao je u Zagrebu rabin Kotel Da-Don, no 31. svibnja 2005. Vijeće Židovske općine Zagreb odbilo produžiti s njime ugovor, te je došlo do raskola unutar zajednice. Od Židovske općine Zagreb odvojila se skupina koja je podržavala rabina Da-Dona te osnovala Židovsku zajednicu „Bet Israel“, također sa sjedištem u Zagrebu. Ovu je zajednicu 21. srpnja 2006. službeno priznala Europska rabinska konferencija, a iste je godine za prvog predsjednika izabran Ivo Goldstein. Židovska općina Zagreb, imenovala je za zagrebačkog rabina Zvi Eliezer Aloniea . Odnosi između dviju zagrebačkih židovskih zajednica ostali su zategnuti, ponajprije zbog neriješenih imovinsko-pravnih pitanja.
Od siječnja 2008. na mjesto zagrebačkog rabina dolazi Luciano Moše Prelević.
16. ožujka 2008., u nazočnosti predsjednika Stjepana Mesića židovska vjerska zajednica „Bet Israel“ otvorila je na Mažuranićevu trgu u Zagrebu sinagogu uz koju su i prostorije zajednice što ih joj je ustupio grad Zagreb.
U Republici Hrvatskoj djeluje i Židovska zajednica „Chabad“ lubavičevskih hasida, kao treća i ujedno najmlađa židovska vjerska zajednica. Na čelu zajednice nalazi se njen duhovni vođa rabin Pinchas Zaklos.

## Doprinos hrvatskih Židova borbi Hrvata za slobodu
Hrvatski su Židovi dali istaknute osobe koje su pridonijele hrvatskom preporodu, borbi Hrvata protiv raznih asimilatora i presizača na hrvatske zemlje i hrvatsku baštinu. Dio Židova od početka se uključio u hrvatski nacionalni preporod, a nekoliko ih je sudjelovalo u ilirskom pokretu. Među njima su romanopisac Eduard Breier koji je pisao romane na temu hrvatske povijesti i surađivao u listu Croatia iz Zagreba. Liječnik Siegfried Kapper je značajan Hrvatima kao proučavatelj književnosti Hrvata i prevodio na njemački. Zagrebačko kazalište i ilirski pokret u znatnoj su svezi sa židovskom zajednicom. Dio židovskih intelektualaca sudjelovao je u prikupljanju priloga za izgradnju kazališta, dio je radio u njemu, a među njima ističe se Antun Schwarz koji je bio presudan za razvitak hrvatske glazbene umjetnosti.
Za revolucionarnih kretanja 1848/49., mnogi su sudjelovali na strani bana Josipa Jelačića, a uključili su se i u prikupljanju dobrovoljnih priloga za obranu domovine, iako su u početku u većini ostali pasivni spram novih promjena. Ban Jelačić nije zaboravio potporu hrvatske židovske zajednice: bio je članom njihova Društva čovječnosti (Humanitätsvereina) koje je osnovao Židov Jacques Epstein. Osobno je intervenirao u korist Židova kad su u nekim mjestima u Hrvatskoj izbili protužidovski ispadi zbog pristajanja dijela mjesne židovske zajednice uz mađarsku revoluciju. Zbog držanja Židova u Mađarskoj koji su stali uz mađarsku revoluciju, a poslije su još i proglašeni krivcima za revoluciju, svi protužidovski ispadi u Hrvatskoj imali su korijene u hrvatsko-mađarskim razmiricama, odnosno u velikomađarskim idejama i netoleranciji prema Hrvatskoj koju su iskazali mađarski revolucionari (Kossuth i drugi). Za sprječavanje progona hrvatskih Židova proglasio je Jelačić prijeki sud i izdao proglas u kojem je rekao "da nas sve bez razlike vjere mora ujediniti sloga i bratimstvo". Jacques Epstein suosnivač je društva Slavjanske lipe.
U doba hrvatskog preporoda, u Splitu je Vid Morpurgo financirao hrvatsku borbu, u njegovoj su se knjižari okupljali hrvatski domoljubi, pokrenuo je hrvatski preporodni list Narodni list. Nerijetko su ga autonomaši pretukli. Pomogao je osnivanje "Prve pučke dalmatinske banke" da se hrvatski težaci iz Dalmacije oslobode materijalne ovisnosti o, većinom autonomaškim, veleposjednicima, malim kapitalistima i lihvarima, koji su posuđujući novac seljacima, kupovali njihove izborne glasove. Banka je isprva djelovala u Morpurgovoj knjižari, a on je bio njen prvi potpredsjednik, a kasnije dugogodišnji predsjednik.
Josip Frank je vlastitim novčanim sredstvima pripomogao financijskom oporavku pravaškog glasila Hrvatske, a potom i dioničkog društva Starčevićev dom. Zaslužan je za prvi pravi politički program Stranke prava, koji je bio prihvaćen 6. lipnja 1894., a u kojem su bila dobrim dijelom sadržana i njegova politička stajališta. Program je sadržavao ideju ujedinjenja i obnove hrvatske državnosti. Pripremio je postrojavanje Hrvatske narodne legije. 
Frankov sin dr. Ivo Frank je dva puta bio biran u Hrvatski sabor. Bio je veliki domoljub i znameniti borac protiv mađarske i velikosrpske hegemonije, vjerujući da je srbijanska politika “uzela cilj da anektira hrvatske zemlje”.
Industrijalac Samuel David Aleksander je promovirao i štitio hrvatsku industriju od mađarske hegemonije i njene ekonomske politike u Austro-Ugarskoj Monarhiji. Pod Aleksanderovim vodstvom sva industrija Kraljevine Hrvatske, Slavonije i Dalmacije je bila ujedinjena pod "Zemaljskim saveza industrijalaca". Aleksanderov bratić Dr. Viktor Aleksander je bio državni odvjetnik u Osijeku i Zagrebu. On je na audijencij kod cara Karla I. Austrijskog podnio argumentirani referat s priloženom opsežnom dokumentacijom koja je oslobodila cijelo stanovništvo, mnoge ugledne ljude i političke vođe Kraljevine Hrvatske, Slavonije i Dalmacije (među inima Dr. Ivu Franka, Dr. Aleksandera Horvata, Dr. Vladimira Sachsa i drugi) optužbi o navodnoj špijunaži optuženih u korist Kraljevine Srbije. Planer tog neuspjelog plana je bila vlada Kraljevine Srbije tj. sam predsjednik vlade Nikola Pašić koji je na taj način htio poljuljati vjeru Beča u hrvatske dužnosnike.
Dr Ivo Korsky bio je jedan od najvažnijih hrvatskih emigrantskih pisaca. Širio je istinu o Hrvatskoj za vrijeme Domovinskog rata, a za vrijeme socijalističke Jugoslavije, u emigraciji je svojim radom pridonio borbi protiv ocrnjavanja Hrvatske i Hrvata. Hrvatski blaženik Ivan Merz, providencijalni čovjek Hrvatske, prvi Križar, najistaknutija osoba četvrte faze katoličkog pokreta u Hrvatskoj,  po majci je bio židovskog podrijetla, bio je dušom orlovske organizacije, hrvatskom orlovstvu dao je Zlatnu knjigu i utisnuo mu značaj kakvi nisu imali ni slovački ni slovenski ni češki Orlovi. Andrija Hebrang – stariji se još u vrijeme Drugog svjetskog rata grčevito borio za cjelovitost hrvatskih teritorija unutar Jugoslavije, zbog čega je došao u sukob s Edvardom Kardeljem. Zbog zastupanja hrvatskih interesa, Kardelj, Aleksandar Ranković i Ivan Milutinović su u pismu upućenom Josipu Brozu Titu optužili Hebranga za nacionalizam. Hebrangov sin Andrija se od početka 90'-tih aktivno borio za samostalnost Hrvatske. Srećko Freundlich, za vrijeme hrvatskog proljeća, bio je urednik unutarnjopolitičke rubrike u VUS-u, kad je pod optužbom "da je kriv za prodor 'maspoka' morao podnijeti ostavku, a svaki novinarski rad u političkim glasilima bio mu je zabranjen. Slobodan Lang nikad nije dopuštao ocrnjivanje hrvatske države ni hrvatskog državnog vodstva iz Domovinskog rata, nego je i poslije smrti protagonista nastavio braniti ih, za razliku od nekih kasnijih visokih hrvatskih dužnosnika koji su ocrnjivali mrtvo hrvatsko državno vodstvo čim je to postalo oportuno. Lang je organizirao poznati konvoj za bolnicu Novu Bilu u Bosni kada je bijesnio rat između Hrvata i Muslimana. Na Langov je poticaj ondašnji predsjednik SKH Ivica Račan dao znak hrvatskom izaslanstvu napustiti 14. kongres SKJ, čime je spriječeno davanje zakonitosti velikosrpskim manipulacijama u SKJ kojima bi velikosrbi preuzeli vlast u Jugoslaviji. Otac Slobodana Langa, Rikard Lang, istakao se u hrvatskom proljeću 1971. što se nije pridružio onovremenoj vrlo probitačnoj hajci na ljude, pa je tako spriječio progone kolega na zagrebačkom Ekonomskom institutu. Nenad Porges, bivši ministar gospodarstva, je kao predsjednik Židovske općine Zagreb uputio pismo "Svjetskom židovskom kongresu" u kojem je apelirao za pomoć i zaštitu Hrvatske od "brutalne vojne sile predvođenom Jugoslavenskom narodnom armijom, koja ubija civile s kopna, zraka i mora." Porges je bio snažni podupiratelj Hrvatske neovisnosti. Eduardo Rózsa-Flores, bolivijsko-mađarski novinar, izvješćivao je iz Hrvatske početkom velikosrpske agresije, a potom se i sam uključio u obranu Hrvatske kao dragovoljac, osnovavši postrojbu inozemnih dragovoljaca boraca za Hrvatsku.
Na glasu kao hrvatski domoljub bio je hrvatski slikar i grafički dizajner Alfred Pal.
Policijski general i jedan od suosnivača izraelske Nacionalne garde Dan Baram, rođeni Zagrepčanin, angažirao se u Izraelu za Hrvatsku i Hrvate u vrijeme velikosrpske agresije na Hrvatsku, suprotstavljajući se velikosrpskoj propagandi i šireći istinu o Hrvatskoj. Pridonio je svojim svjedočenjem razbijanju kleveta koje su desetljećima stajale na imenu hrvatskog blaženika kardinala Alojzija Stepinca.

## Židovske udruge građana u Hrvatskoj
- Kulturno društvo „Miroslav Šalom Freiberger“, Zagreb
- Židovska kulturna scena "Bejahad", Zagreb
- Židovska organizacija "Menora", Gundulićeva, Zagreb
- Centar za židovsku edukaciju "Rimon", Zagreb
- Cedek - Udruga za povrat židovske imovine, Zagreb
- Židovska omladina Rijeke - SIMHA, Rijeka
- Istraživački i dokumentacijski centar, Zagreb
- Udruga Hevra Kadiša u Zagrebu
- B'nai B'rith loža - "Gavro Schwarz", Zagreb
- Hrvatsko-izraelsko društvo, Zagreb
- Mješoviti pjevački zbor "Mihael Montiljo", Zagreb
- Udruga preživjelih Holokausta u Hrvatskoj, Zagreb
- Udruga izraelsko prijateljstvo (Predsjednik: Zeev Barzilay Haddad), Zagreb

## Židovske ustanove u Hrvatskoj
Nekadašnje i sadašnje ustanove.
- dječji vrtić „Mirjam Weiller“, Židovske općine Zagreb, Zagreb
- osnovna škola „Lauder-Hugo Kon“, Židovske vjerske zajednice „Bet Israel“, Zagreb
- Dom za starije osobe „Lavoslav Schwartz“, Zagreb
- Predstavnik židovske nacionalne manjine u Gradu Zagrebu
- Galerija „Milan i Ivo Steiner“, Zagreb
- Odmaralište Židovske općine Zagreb u Pirovcu
- nogometni klubovi u Zagrebu (ŽŠGD Zagreb) i Osijeku (ŽŠGD Makabi)
- Športski klub Makabi, Split[33]

## Židovske manifestacije
- Festival židovskog filma (od 2007.)[34]

## Mediji
U Hrvatskoj je izlazio list židovske zajednice Židovska smotra, na čiju se tradiciju nastavio list Židov, a danas na baštini tih listova izlazi list Ha-kol. Postojao je nekad dječji list Ha-aviv, list za mladež Ha-noar.

## Demografija židovskog stanovništva
| Službeni naziv Hrvatske           | Godina | Broj Židova |
| --------------------------------- | ------ | ----------- |
| -                                 | 1931.  | ~20.000     |
| Narodna Republika Hrvatska        | 1948.  | nepoznato   |
| Narodna Republika Hrvatska        | 1953.  | 413         |
| Narodna Republika Hrvatska        | 1961.  | 406         |
| Socijalistička Republika Hrvatska | 1971.  | 2845        |
| Socijalistička Republika Hrvatska | 1981.  | 316         |
| Republika Hrvatska                | 1991.  | 600         |
| Republika Hrvatska                | 2001.  | 576         |
| (Statistički zavod Hrvatske)      |        |             |

Zabilježeno je pet alija iz Hrvatske u Izrael.

## Pravednik među narodima
Za opširniji popis Pravednika među narodima koji potječu iz Hrvatske pogledajte: Popis hrvatskih pravednika među narodima
Među poznate osobe iz Hrvatske koje su dobile židovsko priznanje Pravednik među narodima su povjesničarka Ljubica Štefan, znanstvenik i vrhunski stolnotenisač Žarko Dolinar, filmski redatelj Branko Bauer i drugi. Među poznate predloženike za ovo priznanje spada bl. Alojzije Stepinac. Predložili su ga Igor Primorac i Amiel Shomrony (tajnik ratnog nadrabina Židovske općine u Zagrebu Miroslava Šaloma Freibergera) 1994. zajedno, Shomrony 1970. samostalno)

## Poznate osobe
- Relja Bašić
- Vinko Brešan
- Silvije Degen
- Radovan Fuchs
- Ivo Goldstein
- Slavko Goldstein
- Rajko Grlić
- Andrija Hebrang
- Žuži Jelinek
- Dreshler Kale
- Ivan Goran Kovačić
- Ognjen Kraus
- Vatroslav Lisinski
- Branko Lustig
- Salamon Mandolfo
- Ivan Merz
- Salamon Mosković
- Luciano Moše Prelević
- Radovan Ortinsky
- Nenad Porges
- Nenad Puhovski
- Žarko Puhovski
- Željko Rohatinski
- Mladen Schwartz
- Ivo Stern